# لیتزانلو
لیتزانلو (به ایتالیایی: Lizzanello) یک کومونه در ایتالیا است که در استان لچه واقع شده‌است.

## خصوصیات
لیتزانلو ۲۵٫۰۱ کیلومترمربع مساحت و ۱۱٬۵۴۹ نفر جمعیت دارد و ۴۵ متر بالاتر از سطح دریا واقع شده‌است.